# Metoposaurus
Metoposaurus je dávno vyhynulým rodem temnospondylního obojživelníka, žijícího v období svrchního triasu na území Severní Ameriky a Evropy (například polský Krasiejów).

## Popis
Jednalo se především o vodní obratlovce, charakterizované sploštělým tělem, drobnými a slabými končetinami a ostrými jehlicovitými zuby ve sploštělých okrouhlých čelistech. Šlo o dravce, lapajícího do svých širokých ozubených čelistí drobné vodní obratlovce, zejména pak ryby. Jejich růst a metabolismus byl pravděpodobně přímo ovlivňován dlouhodobými klimatickými podmínkami, podobně jako u ostatních metoposauridů.
Metoposauři dosahovali délky kolem 3 metrů a hmotnosti až kolem 450 kg. Patřili k posledním obřím obojživelníkům a žili zřejmě ve skupinách. Některé nálezy jsou přímo masového charakteru, proto panuje domněnka, že se v období vysychání vodních zdrojů sdružovali do velkých skupin a uhynuli pak společně. Významnou lokalitou s množstvím pozůstatků M. diagnosticus krasiejowensis je slezský Krasiejów. Množství nálezů těchto obojživelníků známe také z Indie.
Variabilita v morfologii fosilních pažních kostí u polských nálezů ukazuje, že existovaly zřejmě dvě oddělené populace druhu M. diagnosticus.
V roce 2020 byl publikován důkaz o přítomnosti pěti prstů (pentadaktilie) u polského druhu metoposaura (M. krasiejowensis), zatímco drtivá většina temnospondylních obojživelníků měla pouze čtyři prsty na každé končetině.